# Гусейнов, Абиддин Габиль оглы
Абиддин Габиль оглы Гусейнов (азерб. Hüseynov Abiddin Qabil oğlu; род. 1977) — судья Верховного суда Азербайджана.

## Биография
Родился в 1977 году. В 1997 году окончил Бакинский институт социального управления и политологии. В 1999 году окончил магистратуру того же института. В 2003 году окончил юридический факультет Российской правовой академии.
С 2000 по 2003 год являлся ведущим специалистом, с 2003 по 2004 год советником отдела по международно-правовым вопросам Конституционного суда Азербайджана.
С 2004 по 2008 год являлся помощником начальника Аппарата Конституционного суда Азербайджана.
С 2008 по 2010 год являлся заместителем начальника отдела по приёму граждан и жалоб от граждан Конституционного суда Азербайджана.
С 26 октября 2010 года по 2013 год являлся судьёй Бинагадинского районного суда г. Баку.
С 6 августа 2013 года по 2020 год являлся судьёй Бакинского Апелляционного суда.
Судья коллегии по гражданским делам Верховного суда Азербайджана (с 5 мая 2020).
Член правления Союза судей Азербайджана (с 2023).

## Награды
- Медаль «Прогресс» (11 февраля 2023)[4]